# 日本テレビ系列深夜ニュース枠
日本テレビ系列深夜ニュース枠（にほんテレビけいれつしんやニュースわく）は日本テレビをはじめとするNNN系列にて毎日深夜に放送されている報道番組の総称の一覧。

## 各番組の歴史
平日
1953年の開局より『NTVニュース』を放送し、翌年1954年10月より『今日の出来事』というタイトルが付く。1966年までは大手総合電機メーカーの東芝による一社提供番組だった。
長らくスポーツニュースは別番組を編成していたため取り扱ってこなかったが、1988年4月改編より『NNNきょうの出来事Sports&News』とし、月曜 - 木曜では55分枠に拡大される。
1994年4月よりスポーツニュースを『どんまい!!スポーツ&ワイド』として分離。ニュースに特化した30分番組となる。2002年4月から2年間『SPORTS MAX』を内包していた時期を除き、しばらくニュースとスポーツニュースで独立した制作体制をとっていた。
2006年10月改編で平日のニュース枠とスポーツ枠を再統合し、芸能情報も取り入れた報道・情報番組『news zero』（開始時点では大文字表記の『NEWS ZERO』）となる。これにより『きょうの出来事』のタイトルは廃止となった。
週末
平日に『東芝提供 今日の出来事』を開始した後もしばらく『NTVニュース』を継続していたが、1958年4月より週末に関しても大手総合電機メーカーの東芝一社提供番組『東芝提供 今日の出来事』というタイトルが付く。
その後も平日と同じ道をたどるが、1988年に平日版が『 - Sports&News』となるが、この時点で一旦週末版は『きょうの出来事』と15分の『NNNスポーツニュース』を独立させた状態で放送を続ける。しかし、90年になって統合され、同一タイトルを用いて再び平日版と同じスタイルでの放送となる。
1994年4月よりスポーツニュースは元巨人軍投手で日本テレビ野球解説者である江川卓を起用した『スポーツうるぐす』として分離。ニュースに特化した15分番組となる。2001年4月の改編で『うるぐす』と『きょうの出来事』を枠を入れ替えた。そのため、名目は『きょう』でも実際の放送時間は日付をまたぐ結果となった。
2006年10月改編で平日版が終了することとなり、『きょうの出来事』のタイトルは廃止となった。週末深夜（日曜・月曜早朝）はしばらく放送時間はそのままに『NNNニュース』として放送されていた。2010年4月改編にてスポーツニュース枠に吸収・統合され、『Going!Sports&News』に改称する。

## 主な番組

### 平日
- NTVニュース（1953年8月28日 - 1954年10月1日）
- NNNきょうの出来事（1954年10月4日 - 2006年9月29日）
  - 東芝提供 今日の出来事（1954年10月4日 - 1966年3月31日）
  - NNNきょうの出来事（第1期、1966年4月1日 - 1980年3月28日）
  - The Day NNNきょうの出来事（1980年3月31日 - 1988年4月1日）
  - NNNきょうの出来事 Sports&News（1988年4月4日 - 1994年4月1日）：スポーツニュース枠を統合。
  - NNNきょうの出来事（第2期、1994年4月4日 - 2002年3月29日）
  - NNNきょうの出来事&SPORTS MAX（2002年4月1日 - 2004年3月26日）：スポーツニュース枠『SPORTS MAX』を内包。
  - NNNきょうの出来事（第3期、2004年3月29日 - 2006年9月29日）
- news zero（2006年10月2日 - 現在放送中）：スポーツニュース枠と再び統合。
  - NEWS ZERO（2006年10月2日 - 2018年9月29日）- 2018年9月29日は土曜日であり本来の放送曜日では無いが、前夜（9月28日）の『金曜ロードSHOW!』の放送時間拡大に伴い0:05 - 1:05に35分繰り下げて放送された（従って9月28日は休止）。
  - news zero（2018年10月1日 - ）

### 週末
- NTVニュース（1953年8月29日 - 1958年3月30日）
- NNNきょうの出来事（1958年4月5日 - 2006年9月24日）：1990年4月から1994年3月27日まではスポーツニュース枠を内包。
- NNNニュース（2006年10月1日 - 2010年3月29日）※この期間は日曜日・月曜日の未明に放送
- Going!Sports&News（2010年4月3日 - ）：スポーツニュース枠と統合。

### 番組の移り変わり
| 期間      | 期間      | 平日                          | 週末                          |
| --------- | --------- | ----------------------------- | ----------------------------- |
| 1953.8.28 | 1954.10.3 | NTVニュース                   | NTVニュース                   |
| 1954.10.4 | 1958.3.30 | 東芝提供 今日の出来事         | NTVニュース                   |
| 1958.3.31 | 1966.3.31 | 東芝提供 今日の出来事         | 東芝提供 今日の出来事         |
| 1966.4.1  | 1980.3.30 | NNNきょうの出来事             | NNNきょうの出来事             |
| 1980.3.31 | 1988.4.3  | The Day NNNきょうの出来事     | The Day NNNきょうの出来事     |
| 1988.4.4  | 1990.4.1  | NNNきょうの出来事 Sports&News | NNNきょうの出来事             |
| 1990.4.2  | 1994.3.27 | NNNきょうの出来事 Sports&News | NNNきょうの出来事 Sports&News |
| 1994.3.28 | 1994.4.3  | NNNきょうの出来事 Sports&News | NNNきょうの出来事             |
| 1994.4.4  | 2002.3.31 | NNNきょうの出来事             | NNNきょうの出来事             |
| 2002.4.1  | 2004.3.28 | NNNきょうの出来事&SPORTS MAX  | NNNきょうの出来事             |
| 2004.3.29 | 2006.9.24 | NNNきょうの出来事             | NNNきょうの出来事             |
| 2006.9.25 | 2006.10.1 | NNNきょうの出来事             | NNNニュース                   |
| 2006.10.2 | 2010.3.29 | NEWS ZERO                     | NNNニュース                   |
| 2010.3.30 | 2018.9.30 | NEWS ZERO                     | Going!Sports&News             |
| 2018.10.1 | 現在      | news zero                     | Going!Sports&News             |

## 備考
現在は、系列全局ネットで放送。ただし、クロスネット局では他系列局の特別番組やドラマの拡大放送等によりディレイ放送を行うことがある。